# Estación Polonia
Polonia fue una antigua estación ferroviaria ubicada en la localidad de Polonia, de la comuna chilena de San Fernando.
La estación fue construida en el antiguo Ferrocarril de Santiago a Curicó ―o FC del Sur—, que pasó a formar parte de la Red Sur de la Empresa de los Ferrocarriles del Estado (EFE). Actualmente no presta servicios.

## Historia
La estación fue construida continuando la extensión del ferrocarril hasta la estación Curicó; la vía hasta San Fernando (incluyendo esta estación que en ese entonces era paradero) fue entregada a operaciones el 3 de noviembre de 1862.
En septiembre de 1889 se construye una oficina telegráfica en el paradero. En 1893 siguen los trabajos de ampliación del paradero, incluyendo casas para cambiadores de vía y extensión de su mango de maniobra. En 1896 continúan los trabajos de construcción de nuevos edificios y la instalación de una semáfora.
En algún momento entre 1903 y 1910 cambió el nombre del paradero Barreales a Polonia, ya que el dueño de la zona en donde se emplazaba la localidad, Pedro Aldunate Solar, cambió su nombre en recuerdo de un administrador polaco a quien estimó mucho.
El 14 de marzo de 1923 se ordena la construcción de una habitación para el cambiador de vías de la estación.
En 1968 se entregan a operaciones las señaleticas eléctricas entre Rancagua y Polonia.
No fue contemplada, en la extensión del metrotrén a San Fernando. Actualmente, ya no existe el patio estación y solo queda la cabina de movilización, al lado este de la vía férrea.